# Moringa longituba
Moringa longituba är en tvåhjärtbladig växtart som beskrevs av Adolf Engler. Moringa longituba ingår i släktet Moringa och familjen Moringaceae. Inga underarter finns listade i Catalogue of Life.